# Sthelenus morosus
Sthelenus morosus är en skalbaggsart som beskrevs av Francis Polkinghorne Pascoe 1862. Sthelenus morosus ingår i släktet Sthelenus och familjen långhorningar.
Artens utbredningsområde är Venezuela. Inga underarter finns listade i Catalogue of Life.